# یان ایوانوویچ
یان ایوانوویچ (۱۸۴۵ – ۲۸ سپتامبر ۱۹۰۲) (Jovan Ivanović یا Iosif Ivanovici یا Josef Ivanovich)، رهبر گروه موسیقی نظامی و آهنگساز رومانیایی صربی‌تبار که امروزه والس امواج دانوب او بسیار مشهور است.
در تیمیشوارا امپراتوری اتریش متولد شد و زمانی که او یک کودک بود پس از یادگرفتن فلوتی که هدیه گرفت به موسیقی علاقه‌مند شد. . بعد از ثبت نام در هنگ ۶ ارتش - او همچنین نواختن کلارینت را آموخت. استعدادش در موسیقی او را به سرعت تبدیل به یکی از بهترین نوازندگان در هنگ کرد و او همچنان به مطالعه با امیل لهر، یکی از برجسته‌ترین نوازندگان از نیمه دوم قرن نوزدهم ادامه داد. بعد از تبدیل شدن به یک رهبر ارکستر و تور رومانی - در سال ۱۹۰۰ به بازرسی موسیقی نظامی و موقعیت منصوب شد که تا زمان مرگش در سال بعد این سمت را بر عهده داشت.
اگر چه امروزه بیشتر به خاطر والس امواج دانوب (به آلمانی Donauwellen و به فرانسوی Flots du Danube) در میان عموم شناخته می‌شود اما در طول عمر خود بیش از ۳۵۰ آهنگ رقص تصنیف نمود. بیش از شصت و چاپ و نشر در سراسر جهان است. در سال ۱۸۸۹، ایوانوویچ برنده جایزه مارش نمایشگاه جهانی در پاریس شدو سرانجام در بخارست درگذشت.
نتیجهٔ او آندره ایوانوویچ پیانیست کلاسیک موفق بین‌المللی است.